# 湾子遗址
湾子遗址，位于中国青海省平安县寺台乡湾子村，为青海省市县级文物保护单位，公布日期为1987年6月2日，类型为古遗址。
湾子遗址的历史年代为青铜时代。